# The Floridians
I The Floridians furono una franchigia di pallacanestro della American Basketball Association, attiva, sotto diversi nomi e in diverse città, tra il 1967 e il 1972.

## Minnesota Muskies
La franchigia venne creata nel 1967 a Minneapolis, assumendo il nome di Minnesota Muskies. Se da un punto di vista sportivo la stagione 1967-68 fu positiva, con la conquista del secondo posto nella ABA Eastern Division, da un punto di vista economico fu drammatica: al termine della regular season erano 400.000 i dollari di debito accumulati dai proprietari.

## Miami Floridians
Trasferita a Miami, in Florida, la franchigia venne rinominata Miami Floridians disputando un'ottima stagione 1968-69. La stagione seguente, fu molto deludente, con un ultimo posto nella regular season, a causa anche di problemi logistici: la squadra, infatti, fu costretta a giocare in diverse città: Miami, Tampa, Saint Petersburg, Jacksonville e West Palm Beach.

## The Floridians
Proprio il continuo "girovagare" determinò l'utilizzo del nome The Floridians, nome con cui la franchigia fu attiva fino al 1972, prima di sciogliersi.

## Record stagione per stagione
| Campione ABA | Campione di Division |

| Stagione          | V   | P   | %    | Playoff                                                   | Risultato                                         |
| ----------------- | --- | --- | ---- | --------------------------------------------------------- | ------------------------------------------------- |
| Minnesota Muskies |     |     |      |                                                           |                                                   |
| 1967-68           | 50  | 28  | 64,1 | Vincono le Division Semifinals Perdono le Division Finals | Minnesota 3, Kentucky 2 Pittsburgh 4, Minnesota 1 |
| Miami Floridians  |     |     |      |                                                           |                                                   |
| 1968-69           | 43  | 35  | 55,1 | Vincono le Division Semifinals Perdono le Division Finals | Miami 4, Minnesota 3 Indiana 4, Miami 1           |
| 1969-70           | 23  | 61  | 27,4 |                                                           |                                                   |
| The Floridians    |     |     |      |                                                           |                                                   |
| 1970-71           | 37  | 47  | 44,0 | Perdono le Division Semifinals                            | Kentucky 4, Floridians 2                          |
| 1971-72           | 36  | 48  | 27,3 | Perdono le Division Semifinals                            | Virginia 4, Floridians 0                          |
| Totale            | 189 | 219 | 46,3 |                                                           |                                                   |
| Play-off          | 11  | 21  | 34,4 |                                                           |                                                   |

## Membri della Basketball Hall of Fame
| Membri dei Minnesota Muskies/Miami Floridians nella Basketball Hall of Fame | Membri dei Minnesota Muskies/Miami Floridians nella Basketball Hall of Fame | Membri dei Minnesota Muskies/Miami Floridians nella Basketball Hall of Fame | Membri dei Minnesota Muskies/Miami Floridians nella Basketball Hall of Fame | Membri dei Minnesota Muskies/Miami Floridians nella Basketball Hall of Fame |
| Giocatori                                                                   | Giocatori                                                                   | Giocatori                                                                   | Giocatori                                                                   | Giocatori                                                                   |
| Num.                                                                        | Nome                                                                        | Ruolo                                                                       | Stagione/i                                                                  | Introdotto                                                                  |
| --------------------------------------------------------------------------- | --------------------------------------------------------------------------- | --------------------------------------------------------------------------- | --------------------------------------------------------------------------- | --------------------------------------------------------------------------- |
| 34                                                                          | Mel Daniels                                                                 | C                                                                           | 1967–1968                                                                   | 2012                                                                        |
| Allenatori                                                                  |                                                                             |                                                                             |                                                                             |                                                                             |
| Nome                                                                        | Nome                                                                        | Ruolo                                                                       | Stagione/i                                                                  | Introdotto                                                                  |
| Jim Pollard 1                                                               | Jim Pollard 1                                                               | Allenatore                                                                  | 1968–1969                                                                   | 1978                                                                        |

Note:
- 1 Eletto come giocatore.

## Allenatori
| Legenda | Legenda                                                                       |
| ------- | ----------------------------------------------------------------------------- |
| PA      | Partite allenate                                                              |
| V       | Vittorie                                                                      |
| S       | Sconfitte                                                                     |
| V%      | Percentuale di vittorie                                                       |
|         | Ha trascorso l'intera sua carriera da allenatore ABA con i Muskies/Floridians |
|         | Eletto nella Basketball Hall of Fame come Allenatore                          |

| Minnesota Muskies |                |           |     |    |    |      |    |   |   |      |  |       |
| 1                 | Jim Pollard    | 1967-1968 | 78  | 50 | 28 | .641 | 8  | 4 | 4 | .500 |  | [ 1 ] |
| Miami Floridians  |                |           |     |    |    |      |    |   |   |      |  |       |
| -                 | Jim Pollard    | 1968–1969 | 98  | 48 | 50 | .490 | 12 | 5 | 7 | .417 |  | [ 1 ] |
| 2                 | Harold Blitman | 1969-1970 | 64  | 18 | 46 | .281 | —  | — | — | —    |  | [ 2 ] |
| The Floridians    |                |           |     |    |    |      |    |   |   |      |  |       |
| -                 | Harold Blitman | 1970-1971 | 48  | 18 | 30 | .375 | —  | — | — | —    |  | [ 2 ] |
| 3                 | Bob Bass       | 1971-1972 | 120 | 55 | 65 | .458 | 10 | 2 | 8 | .200 |  | [ 3 ] |

## Leader di franchigia
Le statistiche prendono in considerazione le partite di regular season ABA.
1. Donnie Freeman: 5.011
2. Mack Calvin: 3.927
3. Larry Jones: 3.208
4. Don Sidle: 2.679
5. Les Hunter: 2.605

1. Mack Calvin: 24,1
2. Donnie Freeman: 22,2
3. Larry Jones: 21,4
4. Les Hunter: 17,1
5. Don Sidle: 16,6

1. Donnie Freeman: 226
2. Skip Thoren: 170
3. Mack Calvin: 163
4. Don Sidle: 161
5. Les Hunter: 152

1. Mack Calvin: 1.100
2. Donnie Freeman: 982
3. Larry Jones: 600
4. Warren Jabali: 495
5. Skip Thoren: 329

1. Skip Thoren: 1.875
2. Don Sidle: 1.633
3. Les Hunter: 1.481
4. Ira Harge: 1.372
5. Mel Daniels: 1.213

1. Warren Jabali: 102
2. Ron Perry: 74
3. Larry Jones: 63
4. George Lehmann: 46
5. Al Tucker: 33

## Premi e riconoscimenti individuali
ABA Rookie of the Year Award
- Mel Daniels - 1968

All-ABA First Team
- Mel Daniels - 1968
- Mack Calvin - 1971

All-ABA Second Team
- Donnie Freeman - 1969, 1970

ABA All-Rookie Team
- Mel Daniels - 1968
- Sam Robinson - 1971

ABA All-Time Team
- Mack Calvin
- Mel Daniels
- Donnie Freeman
- Warren Jabali

ABA All-Star Game
- Donnie Freeman - 1968, 1969, 1970
- Les Hunter - 1968, 1969
- Mack Calvin - 1971, 1972
- Mel Daniels - 1968
- Skip Thoren - 1969
- Larry Jones - 1971
- Warren Jabali - 1972

ABA All-Star Game head coaches
- Jim Pollard – 1968